# José Aguerre
José Aguerre Santesteban (Pamplona, 29 de diciembre de 1889 - 19 de octubre de 1962) fue un escritor y político español de ideología nacionalista vasca. Firmaba sus artículos con el sobrenombre de "Gurbindo".

## Infancia y formación
Hijo de Eulogio, carpintero de Aria, y de Balbina Santesteban, de Pamplona, comenzó sus estudios en el seminario abandonándolos a falta de un año para su ordenación.
En 1910 asistió a clases de euskera para adultos con el escolapio padre Lertxundi. 

## Articulista y político
En febrero de 1915 y hasta 1918 se encargó de una sección semanal en euskera del Diario de Navarra, titulada "Euzkerazko saila", publicando más de 180 artículos, entre otras en la revista mensual de los capuchinos Zeruko Argia (1919–1936) creada por Damaso Intza, o en "Egan" y "Euskera".
Entre 1918 y 1919 dirigió el semanario Napartarra (1911–1919), editado por el Partido Nacionalista Vasco en Navarra. 
Por su dominio del euskera fue nombrado uno de los primeros miembros de la Real Academia de la Lengua Vasca (1919).
En 1920, por motivos profesionales se trasladó a Sevilla y en 1931 regresó a Pamplona como director del semanario bilingüe Amayur, creado también por el Partido Nacionalista Vasco, siendo nombrado en 1932 Secretario de la Sociedad de Estudios Vascos en Navarra, fundada en 1918.
Desde abril de 1935 hasta el comienzo de la Guerra Civil en 1936 fue presidente del Napar Buru Batzar del Partido Nacionalista Vasco.
Su concepción política nacionalista vasca era ortodoxa e influenciada por el nacionalista moderado Arturo Campión y entabló polémicas ideológicas, entre otros con Diego Pascual Eraso.
José Aguerre precisamente consideraba a Campión como su maestro y realizó su primera biografía, que pese a haber sido estudiada por los investigadores y alabada por su gran conocimiento personal del personaje, no ha sido publicada. Aguerre realizó este trabajo durante el franquismo y nunca pretendió publicarla, por lo que no es una biografía al uso y en ocasiones es un pretexto para comentar hechos históricos. 
En este sentido defendió el uso del término aranista "Euzkadi" manifestando que: "Ni Euskalerria, ni Vasconia, ni Euskeria son ciertamente Euzkadi", pues sólo este último "representa el tesón de la raza en forjar su futuro" (Gora Euzkadi, 1931).
Durante la Alzamiento Nacional de julio de 1936, los falangistas ocuparon la imprenta del periódico La Voz de Navarra (1923–1936) del que Agerre era director, editándose en su lugar el primer periódico fundado en la "zona nacional", tras el inicio de la guerra, Arriba España. Agerre fue detenido durante el asalto a su periódico bajo la falsa acusación de poseer armas y recibió un culatazo en la cara que le arrancó varios dientes, para posteriormente ser encarcelado, situación que se repetiría en años sucesivos.

## Poeta en la dictadura
Su relación con Benito Santesteban, uno de los jefes de la Junta de Guerra Carlista, hizo posible que salvara la vida tras la ocupación falangista de La Voz de Navarra, aunque debió ingresar en la cárcel durante un tiempo y tanto durante la guerra como en la postguerra, sufrió a menudo registros domiciliarios y detenciones.
Dejando al margen su actividad política directa debido al acoso al que estaba sometido, inició la enseñanza de los idiomas que dominaba además del euskera y el castellano, creando una academia llamada "Poliglos" donde impartió latín, griego, francés, italiano, inglés y alemán.
Durante este periodo fundó un grupo, al que después se uniría, entre otros, Marcelino Garde, que trabajó en la resistencia antifranquista colaborando activamente con el PNV en el exilio.
Su literatura articulista se transformó durante la dictadura en poesía en euskera de temática religiosa en diversas revistas de ideología falangista y carlista, como la conocida Pregón, siendo de los muy pocos autores en dicha lengua durante ese periodo. Fundó la "Sociedad de Amigos del País", que desarrolló una importante labor en torno a la cultura vasca en Pamplona.
Diversos autores han señalado el "extremado lenguaje barroquista" de su prosa y su euskera purista y sabiniano.
Falleció en 1962 siendo enterrado bajo una estela conmemorativa en el cementerio de Aoiz (Navarra). Casado con Modesta Celaya, tuvo dos hijos, José Miguel, abogado pamplonica ya fallecido y Miren Orreaga, Licenciada en Ciencias Naturales y catedrática de Instituto, los cuales, debido a la ideología paterna recibieron informes desfavorables en sus "Certificados de buena conducta" viéndose obligados a estudiar fuera de Navarra. Licenciándose su hija en Madrid y estudiando el hijo la licenciatura de Derecho por libre en la Universidad de Salamanca.
Joxemiel Bidador biografió a Aguerre y en el año 2000, con la colaboración del Ayuntamiento de Pamplona, recopiló sus poesías de posguerra en el libro "José Agerre Santesteban. Gerra ondoko olerki-lanak (1949–1962)".
Su hermano menor, Anastasi Agerre, fue también escritor y periodista.